# Suore della misericordia di San Carlo Borromeo
Le Suore della Misericordia di San Carlo Borromeo (in polacco Zgromadzenie Sióstr Miłosierdzia św. Karola Boromeusza w Mikołówie) sono un istituto religioso femminile di diritto pontificio: le suore di questa congregazione pospongono al loro nome la sigla S.C.B.

## Storia
La congregazione deriva dalla provincia polacca, con sede e noviziato a Teschen, delle suore borromee di Trebniz, eretta il 23 gennaio 1923. Il 3 giugno 1939 la curia vescovile di Katowice notificò alle superiore di Trebniz che, con rescritto della congregazione per i religiosi, la provincia polacca era stata costituita in congregazione autonoma.
Nel 1971 terminò il capitolo speciale di aggiornamento al Concilio Vaticano II.

## Attività e diffusione
Le suore si dedicano all'educazione della gioventù e ad altre opere di carità.
Oltre che in Polonia, la congregazione è attiva anche a Roma e in Zambia; la sede generalizia è a Mikołów.
Alla fine del 2015 l'istituto contava 223 religiose in 37 case.